# Nimfis
Nimfis (en llatí Nymphis, en grec antic Νύμφις) fill de Xenàgores, fou un historiador grec nadiu d'Heraclea del Pont. Era membre d'una destacada família local.
L'historiador Memnó, el menciona quan diu que el 281 aC es va exiliar quan Seleuc I Nicàtor amenaçava Heraclea a la mort de Lisímac de Tràcia. Però és possible que fos un personatge diferent que el Nimfis que va encapçalar una ambaixada a Galàcia, amb la que Heraclea estava en males relacions per haver donat suport a Mitridates IV, fill d'Ariobarzanes, enemic dels gàlates, que va arribar al tron el 240 aC. Memnó dona a aquest segon el renom de ἱστορικός.
Com a historiador va ser l'autor de tres obres mencionades pels antics historiadors:
- 1. Περὶ Ἀλεξάνδρου καὶ τῶν Διαδόχων καὶ Ἐπιγόνων, "sobre Alexandre, els seus successors i els seus descendents" en 24 llibres, una història del regnat d'Alexandre el Gran i l'època posterior fins al regnat de Ptolemeu III Evèrgetes I el 247 aC. Aquesta obra la citen Claudi Elià i Suides.
- 2. Περὶ Ἡρακλείας, en 13 llibres, una història d'Heraclea del Pont fins al 281 aC, que citen Suides, Ateneu de Naucratis i Apol·loni de Rodes.
- 3. Περίπλους Ἀσίας, mencionat per Ateneu de Naucratis.[1]